# Antoni Pitxot
Antoni Pichot i Soler, qui signait ses œuvres sous le nom d’Antoni Pitxot, né le 5 janvier 1934 à Figueras et mort le 12 juin 2015, est un peintre espagnol, proche collaborateur de Salvador Dalí. Son oncle et son frère, homonymes, s’appelaient tous deux Ramon Pichot et étaient également peintres. Le peintre Maurice Boitel, dont ils étaient amis, a peint de nombreux paysages dans leur propriété de Cadaqués.
L’acteur Bruno Oro i Pichot (ca) est son petit-fils.